# Pariotichus
Pariotichus es un género extinto representado por una única especie de lepospóndilo (perteneciente al grupo Microsauria) que vivió a principios del período Pérmico en lo que hoy son los Estados Unidos.